# Alexandre Koyré
 Der er for få eller ingen kildehenvisninger i denne artikel, hvilket er et problem. Du kan hjælpe ved at angive troværdige kilder til de påstande, som fremføres i artiklen.

Alexandre Koyré (russisk: Александр Владимирович Койра; tr. Aleksandr Vladimirovitj Kojra; født 29. august 1892 i Taganrog, Det Russiske Kejserrige, død 28. April 1964 i Paris) var en fransk filosof og videnskabshistoriker af russisk oprindelse.

## Liv
Koyré var russer af jødisk afstamning. Hans far var en velhavende handelsmand og investor i olieindustrien. I Rostov ved Don og i Tblisi fik Koyré en klassisk humanistisk uddannelse, hvor han blev fortrolig med oldgræsk, klassisk latin og middelalderlatin. Som 16-årig rejste han 1908 til Göttingen, for at studere matematik og filosofi. Blandt hans lærere talte Edmund Husserl og David Hilbert. Koyré blev en del af miljøet i den tidlige fænomenologi, og fik senere (1922) udgivet værket Bemærkninger om Zenons paradokser i det vigtige fænomenologiske tidsskrift Jahrbuch für Philosophie und phänomenologische Forschung. 1911 tog han til Sorbonne i Paris, hvor han overværede forelæsninger af Henri Bergson, Viktor Delbos, André Lalande og Léon Brunschvicg, og påbegyndte en dissertation.
Da han endnu var russisk statsborger deltog han fra 1914 i Første verdenskrig, først i fremmedlegionen, efter to år blev han frivillig ved sydvestfronten i et russisk regiment, indtil dette brød sammen efter oktoberrevolutionen. Han vendte tilbage til Paris i 1919, hvor han giftede sig med Doris Rèybermann, der stammede fra en emigrantfamilie fra Odessa.
1922 fik han med et studie af Descartes' gudsbegreb et diplom på École pratique des hautes études og begyndte at undervise samme sted. 1923 udvidede han sin dissertation med Anselm af Canterburys gudsbegreb, og blev promoveret på Sorbonne. 1929 habiliterede han sig med et omfattende studie af Jakob Böhme. Gennem studiet af den mystiske filosofi opnåede Koyré et bedre kendskab til astronomiens historie. 1934 udgav han den første kommenterede oversættelse af Kopernikus. Fra midten af 1930'erne vendte Koyré, påvirket af Émile Meyerson, fra teologiske studier mod videnskabshistorie.
1930'erne var han kollega med Alexandre Kojève, og fulgte dennes forelæsninger om Hegel. 1940 udkom den metodologisk vigtige Études galiléennes (Studier i Galileo). Koyré skrev denne under et undervisningsophold i Cairo, hvorfra han i 1941 emigrerede til New York. Der var han med til at grundlægge École Libre des Hautes Études. Han undervise i USA bl.a. på Harvald, Yale og i Chicago, og blev 1956 medlem af Institute for Advanced Study i Princeton. Ligeledes blev han valgt til American Academy of Arts and Sciences i 1956. 1958 grundlagde han Centre de recherches d’histoire des sciences et des techniques i Paris (i dag Centre A. Koyré).
1972 udgav han sammen med I. Bernard Cohen en kritisk udgave af Newtonss Principia
Koyré har haft stor indflydelse indenfor videnskabsfilosofi, hvoraf de vigtigste er filosofferne Thomas Kuhn, Imre Lakatos og Paul Feyerabend.

## Værker
- Bemerkungen zu den Zenonischen Paradoxen. I: Jahrbuch für Philosophie und phänomenologische Forschung. Bd. 5, 1922, Skabelon:ZDB, S. 603–628.
- Essai sur l'idée de Dieu et les preuves de son existence chez Descartes (= Bibliothèque de l'École des Hautes Études. Section des Sciences Religieuses. Bd. 33.). Leroux, Paris 1922
- L'idée de Dieu dans la philosophie de saint Anselme, Paris 1923 (Paris, Université de Paris, These de Doctorat, 1921).
- La philosophie de Jacob Boehme. Études sur les origines de la Métaphysique allemande. Vrin, Paris 1929.
- La philosophie et le problème national en Russie au début du XIXe siècle (= Bibliothèque de l'Institut Français de Léningrad. Bd. 10.). Champion, Paris 1929.
- Études galiléennes. 3 bind. Hermann, Paris 1939;
  - Bind. 1: A l'Aube de la Science Classique (= Histoire de la pensée. Bd. 1. = Actualités Scientifiques et Industrielles. Bd. 852);
  - Bind 2: La Loi de la Chute des Corps. Descartes et Galilée (= Histoire de la pensée. Bd. 2 = Actualités Scientifiques et Industrielles. Bd. 853);
  - Bind 3: Galilée et la Loi d'Inertie (= Histoire de la pensée. Bd. 3 = Actualités Scientifiques et Industrielles. Bd. 854).
- Entretiens sur Descartes. Brentano’s, New York 1944.
- The political Function of the modern Lie. I: Contemporary Jewish Record. Bd. 8, Nr. 3, Juni 1945, ISSN 0363-6909, S. 290–291.
- Introduction à la lecture de Platon. Brentano's, New York NY 1945
- Mystiques, spirituels, alchimistes (du XVIe siècle allemand). Schwenckfeld, Séb. Franck, Weigel, Paracelse (= Cahiers des Annales. Bd. 10; ISSN 0755-1487). Colin, Paris 1955.
- From the Closed World to the Infinite Universe (= Johns Hopkins University. Publications of the Institute of the History of Medicine. 3rd Series: The Hideyo Noguchi Lectures. Bd. 7, Skabelon:ZDB). Johns Hopkins Press, Baltimore MD 1957
- Études d'histoire de la pensée philosophique (= Annales. Économies, Sociétés, Civilisations. Cahiers. Bd. 19, ISSN 0755-1487). Udg. af René Taton. Colin, Paris 1961.
- La révolution astronomique. Copernic, Kepler, Borelli (= École pratique des hautes études, Sorbonne. Histoire de la pensée. Bd. 3, Skabelon:ZDB). Hermann, Paris 1961.
- Newtonian Studies. Udg. af I. Bernard Cohen. Harvard University Press, Cambridge MA 1965.
- Metaphysics and Measurement. Essays in Scientific Revolution. Udg. af M. A. Hoskin. Chapman & Hall, London 1968.
- Réflexions sur le mensonge. Allia, Paris 1996, ISBN 2-911188-12-8.
- Leonardo, Galilei, Pascal. Die Anfänge der neuzeitlichen Naturwissenschaft (= Fischer 13776). Fischer-Taschenbuch-Verlag, Frankfurt am Main 1998, ISBN 3-596-13776-4.

## Literatur
- Søren Gosvig Olesen: Wissen und Phänomen. Eine Untersuchung der ontologischen Klärung der Wissenschaften bei Edmund Husserl, Alexandre Koyré und Gaston Bachelard (= Epistemata. Reihe Philosophie. Bd. 209). Königshausen und Neumann, Würzburg 1997, ISBN 3-8260-1256-9.
- Joseph W. Dauben, Christoph J. Scriba (Hrsg.): Writing the history of mathematics. Its historical development (= Science networks, historical studies. Bd. 27). Birkhäuser, Basel u. a. 2002, ISBN 3-7643-6167-0.